# Монте Роберто
Монте Роберто (итал. Monte Roberto) насеље је у Италији у округу Анкона, региону Марке.
Према процени из 2011. у насељу је живело 256 становника. Насеље се налази на надморској висини од 332 м.

## Становништво
Према резултатима пописа становништва 2011. у општини је живело 3.026 становника.
| 1936. | 1951. | 1961. | 1971. | 1981. | 1991. | 2001. | 2011. |
| ----- | ----- | ----- | ----- | ----- | ----- | ----- | ----- |
| 2.284 | 2.362 | 2.185 | 1.640 | 1.953 | 2.171 | 2.446 | 3.026 |

## Партнерски градови
- Фонтаниј Корнијон